# حوذان نابولي
حوذان نابولي (باللاتينية: Ranunculus neapolitanus) نوع نباتي يتبع جنس الحوذان من الفصيلة الحوذانية.

## الموئل والانتشار
موطنه الأصلي بلاد الشام وتركيا واليونان والقوقاز.